# TV8 (Молдова)
TV8 (до 29 июня 2017 года — TV7) — молдавский телеканал, вещающий на румынском и русском языках. Запущен 1 марта 2006 года. Основу сетки вещания составляют фильмы, телесериалы и передачи собственного производства.

## История

### Первая программная сетка
1 марта 2006 в Молдавии был запущен новый телеканал TV7 с ретрансляцией программ российского телеканала НТВ. С конца апреля 2006 года на нём стали выходить выпуски новостей на румынском языке «Cotidian» (с рум. — «Ежедневник») с Верой Терентьевой: они выходили в эфир по будням в 17:30 а по субботам и в 8:30 (состояли из блока основных новостей, новостей спорта и прогноза погоды, со специалистами телеведущих). 14 мая на TV7 было запущено развлекательное шоу «Vedete cu șorț» (с рум. — «Звезды в фартуке»), похожее на программу НТВ «Кулинарный поединок» (ранее выходило на ТВ Молдова-1). Ведущей была певица Аура. Позднее были запущены проекты «AutoClub», «Liga Șoferilor» и «Atracție turistică». 20 мая на TV7 было запущено шоу «Consecința istorică» — аналог программы «Следствие вели…» (ранее выходило на NIT). А с 17 сентября на TV7 была запущено итоговая программа «Cotidian Exclusiv», похожее на программу НТВ — «Сегодня. Итоговая Программа».
TV7 вещал в Кишинёве на 43-м аналоговом канале (до 2017 года) и на 58-м канале в тестовом цифровом мультиплексе на территории Кишинёва и окрестностей (поставляется в пакете с каналами ProTV Chișinău, Muz-TV Moldova, TVC21 и Prime). В Бельцах TV7 был доступен на 24-й дециметровой частоте. Также его вещание осуществляется в кабельных сетях на территории всей Молдавии. Вещание ведётся на румынском и русском языках. Сообщаются последние новости Молдавии, России и всего мира на различную тематику.
В апреле 2015 года, в связи с переходом на собственное (местные) информационно-аналитических вещание и запретами, внесёнными Кодексом о телевидении и радио Республики Молдова, TV7 исчезает с эфира российские «Сегодня» и другие информационно-аналитические программы, которая до этого телеканал большая часть составляет сетку вещания НТВ.

### Закрытие авторской программы Натальи Морарь
В сентябре 2021 TV8 снял с эфира авторскую программу «Политика Натальи Морарь». Это было связано с заявлением соучредителя телеканала Натальи Морарь, в котором она обвинила Службу информации и безопасности в давлении. Руководство TV8 категорически отстронилось от заявления Морарь.

### Скандалы
22 декабря 2013 в 19:55 на телеканале вышел ретранслированный с НТВ документальный фильм «Приднестровье: русский форпост», посвящённый конфликту в непризнанной Приднестровской Молдавской Республике и рассказывавший о той материальной помощи, которую Приднестровью оказывала Россия. В фильме Дмитрий Рогозин, который тогда занимал должность Специального представителя Президента Российской Федерации по Приднестровью, в фильме заявил, что Россия оказывала помощь Приднестровью на протяжении всего его существования.
В Молдавии подобный поступок телеканала расценили как провокацию, поскольку Молдавия не признаёт «ПМР» с момента его образования — некоторые из политиков заявили, что этот фильм очернял и оскорблял Молдавию. Однако Координационный Совет по телерадиовещанию 26 декабря 2013 ограничился предупреждением каналу о недопустимости подобных действий: по словам членов Совета, показ фильма нарушал 10 статью Европейской конвенции о правах человека, а также 2 и 10 статьи Кодекса телерадиовещания. Как заявил председатель Совета Мариан Показной, в фильме было предоставлено множество недостоверных и выдуманных фактов о действиях Молдавии во время конфликта в Приднестровье, даже несмотря на то, что фильм представлял собой просто точку зрения.
4 июля 2014 всё тот же Координационный Совет приостановил вещание TV7 вместе с другими телеканалами, поскольку те якобы искажали информацию о событиях на Украине. Власти Молдавии (в особенности, сторонники евроинтеграции страны) расценили позицию всех вышеперечисленных каналов как попытку надавить на общественное мнение не только граждан Украины, но и граждан Молдавии.

В сентябре 2021, на фоне заявления Натальи Морарь, одного из соучредителей телеканала, вокруг TV8 разразился новый скандал. В своем заявлении Морарь рассказала, что временно выходит из совета правления телеканала из-за давления в её адрес со стороны Службы информации и безопасности, добавив, что отцом её ребёнка является скандальный бизнесмен Вячеслав Платон. Коллега Морарь, телеведущая TV8 Мариана Рацэ, в одном из эфиров заявила что она «разочарована и шокирована», а журналистка Анжела Гонца сообщила что из-за прошедших событий TV8 переживает сильнейший кризис доверия. Два журналиста, Алекс Маковей и Михаела Дикусар решили покинуть TV8. Сам телеканал вышел с декларацией, в которой категорически отстранился от последних заявлений Натальи Морарь: 
«Как только руководство TV8 было проинформировано о существовании конфликта интересов, авторскую передачу „Политика Натальи Морарь“ навсегда исключили из сетки вещания TV8. Вместе с тем саму Наталью Морарь немедленно отозвали из административных структур телеканала. 
 TV8 остается верным своей миссии по корректному и равноудаленному информированию телезрителей при соблюдении европейских ценностей.»